# L'età dell'amore
L'età dell'amore è un film del 1953 diretto da Lionello De Felice.

## Trama
In una città di provincia, in Piemonte, il quindicenne Andrea, figlio di uno stimato presidente del tribunale, viene ammesso all'ultimo momento a frequentare le lezioni scolastiche, ma non è ben visto dal severo vice preside. Sua madre, annoiata, sfoga la sua repressione in litigi col coniuge; Andrea, per sfuggire all'opprimente clima familiare e scolastico, frequenta una sua coetanea, Annetta, conosciuta durante quell'inverno. La casa della ragazzina è povera, ma serena e accogliente; il padre è spesso assente per ragioni di lavoro, e tra i due adolescenti ben presto nasce l'amore. Quel clima idillico è destinato a terminare ben presto.
Andrea viene spedito in collegio per gravi mancanze e il padre di Annetta viene arrestato per truffa. Dopo sei mesi di permanenza nell'istituto di correzione, Andrea fugge poiché viene a sapere che Annetta attende un bambino da lui. Riesce con difficoltà a tenere nascosto il fatto e terminerà l'anno scolastico con gli esami: Annetta dà alla luce il bambino ma, stremata dalle fatiche del parto prematuro, muore. Di fronte alla disperazione di Andrea lo scandalo scoppia fragoroso in quella cittadina di provincia. La situazione rischia di precipitare senza rimedio, ma alla fine ciascuno si convincerà di aver commesso degli errori. Il piccolo verrà adottato dal nonno materno.

## Produzione
Il film, girato a Roma e negli studi di Cinecittà, ha anche una scena girata nelle Grotte di Castellana Grotte.
Il film venne iscritto al Pubblico registro cinematografico con il n. 1.249. Presentato alla Commissione di Revisione Cinematografica il 16 luglio 1953, ottenne il visto di censura n. 14.732 del 24 luglio 1953, dapprima vietandolo ai minori di 16 anni, poi con un'ulteriore revisione effettuata il 18 agosto 1953 il divieto decadrà e il film sarà visibile per tutti. La lunghezza della pellicola di 3.012 metri.
Ebbe la prima proiezione pubblica il 22 agosto 1953. Il film venne proiettato in Francia, con il titolo L'âge de l'amour, il 24 marzo 1954; in Germania, con il titolo Erste Liebe, il 27 novembre 1953; e in Gran Bretagna e negli USA, con i titoli Age of indiscretion oppure Too Young For Love, nel 1955. Incassò 247.750.000 lire.

### Altri tecnici
- Parrucchiera: Teresa Petiti
- Direttore di produzione: Bianca Lattuada
- Ispettori di produzione: Libero Balduini e Sergio Jacobis
- Segretari di produzione: Aldo Pace
- Amministratore: Domenico Seymandi
- Segretaria di edizione: Adriana Ronco
- Aiuto regista: Marcello Baldi e Armando William Tamburella
- Operatore: Mario Sensi
- Fonico: Umberto Picistrelli
- Fotografo di scena: Giovanni Battista Poletto